# 迷失自我
〈迷失自我〉是英國歌手哈利·斯泰爾斯的單曲，由哥伦比亚唱片於2020年3月7日做為第三支單曲發行，收錄在斯泰爾斯第二張錄音室專輯《搖滾界線》。歌曲由斯泰爾斯、湯瑪斯·赫爾共同創作，後者負責製作。